# Irena Sendler
Irena Sendler o Irena Sendlerowa (Varsovia, 15 de febrero de 1910 - ib., 12 de mayo de 2008), conocida como «El Ángel del Gueto de Varsovia», fue una enfermera y trabajadora social polaca católica, que sirvió en la resistencia de su país durante la Segunda Guerra Mundial. Fue una de las personas que ayudaron a los judíos durante el holocausto alemán. Con riesgo de su propia vida, organizó el rescate del gueto de Varsovia de unos 2.500 niños judíos prácticamente condenados a ser víctimas del Holocausto. Arrestada, torturada y sentenciada a muerte por la Gestapo en octubre de 1943, logró huir el día de su ejecución, y se convirtió en jefa de la sección de niños de Żegota, el consejo polaco de ayuda a los judíos. Fue candidata al Premio Nobel de la Paz en 2007, reconocida como ciudadana honorífica de Israel y Justa entre las Naciones, además de otorgársele la más alta distinción civil de Polonia al ser nombrada dama de la Orden del Águila Blanca.

## La madre de los niños del Holocausto
«La razón por la cual rescaté a los niños tiene su origen en mi hogar, en mi infancia. Fui educada en la creencia de que una persona necesitada debe ser ayudada de corazón, sin mirar su religión o su nacionalidad.»
Irena Sendler, quien salvó a 2500 niños del Gueto de Varsovia.

## Primeros años
Irena Sendler, registrada como Irena Krzyzanowska, nació el 15 de febrero de 1910, en Polonia. Su padre, Stanisław Krzyżanowski, era un médico reconocido. Desde su infancia, sintió simpatía por los judíos. Su padre falleció en 1917 a causa del tifus, contraído al tratar a varios pacientes rechazados por sus colegas: muchos de esos pacientes eran judíos. Tras su muerte, los líderes de la comunidad judía ofrecieron pagar los estudios de Sendler. En la Polonia de la preguerra, se opuso al sistema de discriminación adoptado por algunas universidades, como resultado de lo cual fue suspendida en la Universidad de Varsovia durante tres años.

## Segunda Guerra Mundial

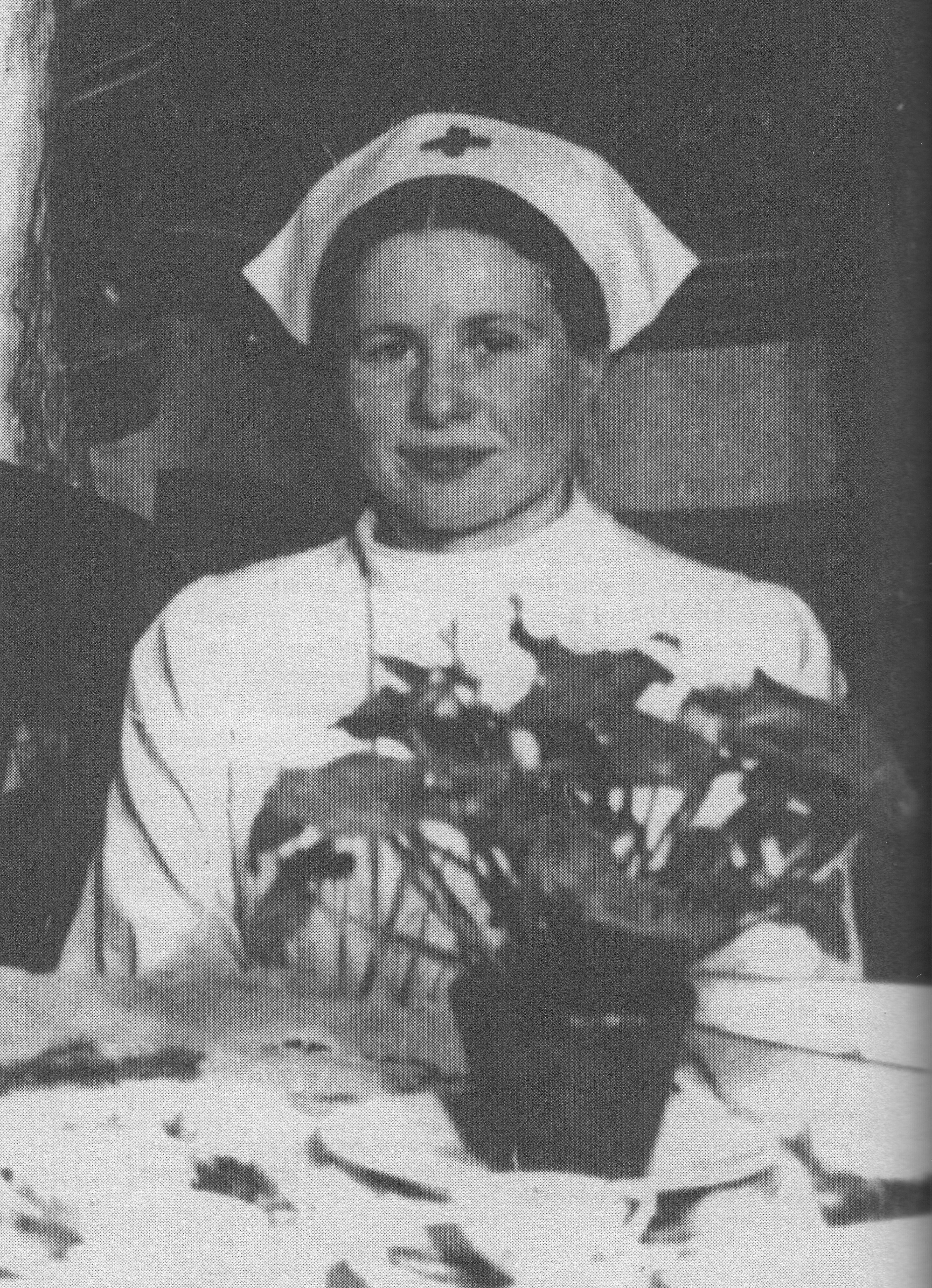
Sendler, vestida con su uniforme de enfermera, fotografiada en la Nochebuena de 1944

Cuando Alemania invadió el país en 1939, Sendler era enfermera en el Departamento de Bienestar Social de Varsovia, el cual llevaba los comedores comunitarios de la ciudad. Allí trabajó incansablemente para aliviar el sufrimiento de miles de personas tanto judías como católicas. Gracias a ella, estos comedores no solo proporcionaban comida para huérfanos, ancianos y pobres sino que además entregaban ropa, medicinas y dinero.[cita requerida]
En 1940, los nazis crearon un gueto en Varsovia, y Sendler, horrorizada por las condiciones en que se vivía allí, se unió al Consejo para la Ayuda de Judíos, Zegota. Ella misma lo cuenta: 

Conseguí, para mí y para mi compañera Irena Schultz, identificaciones de la oficina sanitaria, una de cuyas tareas era la lucha contra las enfermedades contagiosas. Más tarde tuve éxito en conseguir pases para otras colaboradoras. Como los alemanes invasores tenían miedo de que se desatara una epidemia de tifus, toleraban que los polacos controláramos el recinto.
Irena Sendler

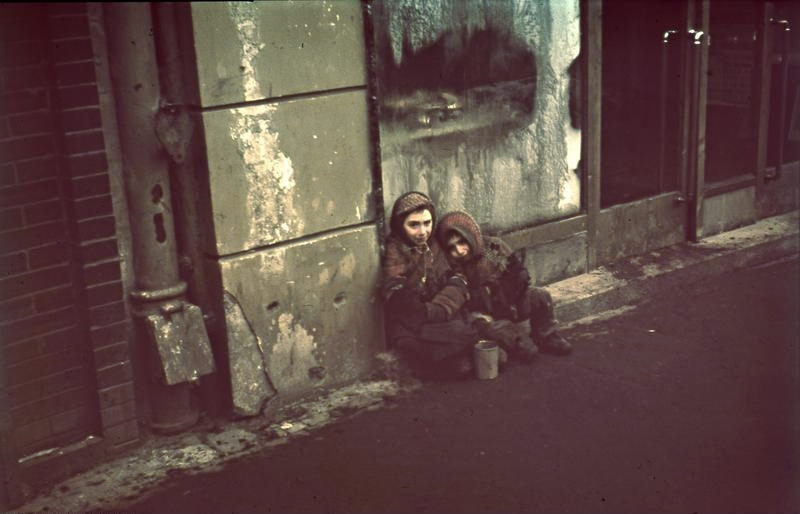
Niños judíos en el gueto de Varsovia

Cuando Sendler caminaba por las calles del gueto, llevaba un brazalete con la estrella de David, como signo de solidaridad y para no llamar la atención sobre sí misma. Pronto se puso en contacto con familias a las que ofreció llevar a sus hijos fuera del gueto. Pero no les podía dar garantías de éxito. Lo único seguro era que los niños morirían si permanecían en él. Muchas madres y abuelas eran reticentes a entregar a sus niños, algo absolutamente comprensible, pero que resultó fatal para ellos. Algunas veces, cuando Irena o sus chicas volvían a visitar a las familias para intentar hacerles cambiar de opinión, se encontraban con que todos habían sido llevados al tren que los conduciría a los campos de concentración.[cita requerida]
A lo largo de un año y medio, hasta la evacuación del gueto en el verano de 1942, consiguió rescatar a más de 2500 niños por distintos caminos: comenzó a sacarlos en ambulancias como víctimas de tifus, pero pronto se valió de todo tipo de subterfugios que sirvieran para esconderlos: sacos, cestos de basura, cajas de herramientas, cargamentos de mercancías, bolsas de patatas, ataúdes... en sus manos cualquier elemento se transformaba en una vía de escape.[cita requerida]

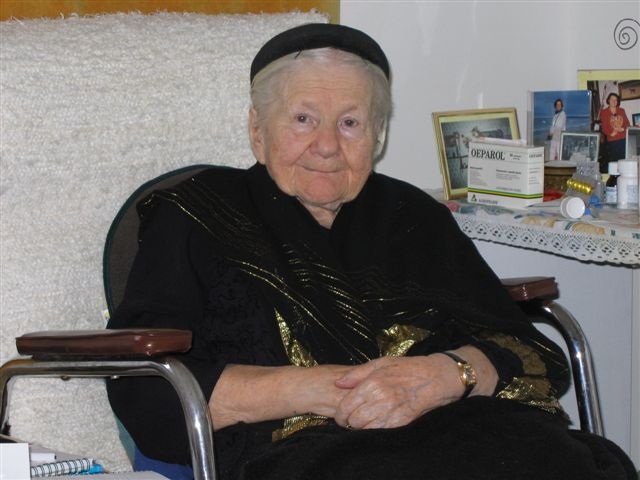
Irena Sendler en 2005

Entre los miles de niños y bebés rescatados, uno de los ejemplos que pasó a la posteridad fue el de Elzbieta Ficowska. Ella tenía cinco meses cuando una colaboradora de Sendler le suministró un narcótico, y la colocó en una caja de madera con agujeros, para que le entrara aire. Fue sacada del gueto junto con un cargamento de ladrillos, en un vagón traccionado por un caballo, en julio de 1942. La madre de Elzbieta escondió una cuchara de plata entre las ropas de su bebé. La cuchara llevaba grabado su apodo, Elzunia, y la fecha de su nacimiento: 5 de enero de 1942. Elzbieta fue criada por la ayudante de Sendler, Stanislawa Bussoldowa, una viuda católica. Ficowska dijo más tarde que la fallecida Bussoldowa fue su "madre polaca", para distinguirla de su "madre judía". Durante meses, la madre de Elzunia llamó por teléfono para escuchar los balbuceos de su hija. Años después, muertos ya sus padres en el gueto, la joven Elzbieta Ficowska fue conocida con el apodo de "la niña de la cuchara de plata".

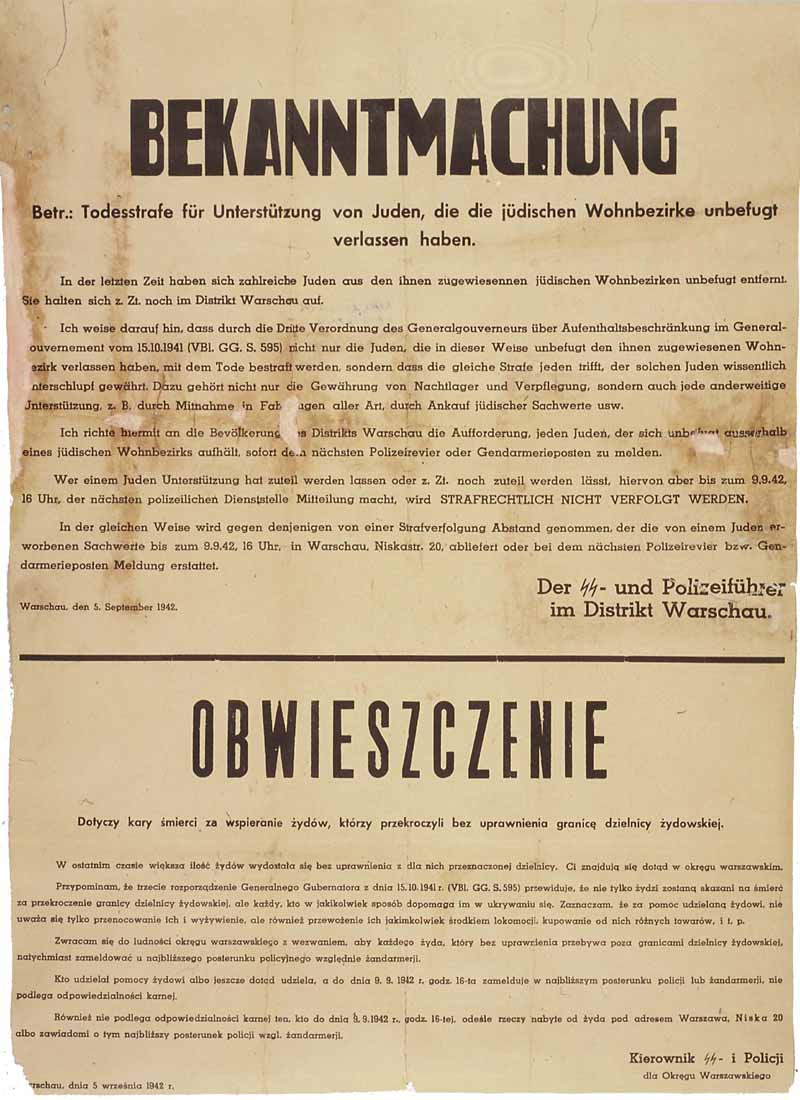
Póster nazi, en alemán y en polaco (Varsovia, 1942). En él, se amenazaba de muerte a cualquier polaco que prestara ayuda a los judíos

Sendler quería que un día pudieran recuperar sus verdaderos nombres, su identidad, sus historias personales y sus familias. Entonces, ideó un archivo en el que registraba los nombres de los niños y sus nuevas identidades.[cita requerida]
Los nazis supieron de sus actividades. El 20 de octubre de 1943, fue detenida por la Gestapo y llevada a la infame prisión de Pawiak, donde la torturaron brutalmente. En un colchón de paja, encontró una estampa de Jesús Misericordioso, con la leyenda: “Jesús, en ti confío”, que conservó consigo hasta 1979, momento en que se la obsequió al papa Juan Pablo II.[cita requerida]
Ella era la única que sabía los nombres y las direcciones de las familias que albergaban a los niños judíos. Soportó la tortura y se negó a traicionar a sus colaboradores o a cualquiera de los niños ocultos. Fue sentenciada a muerte, pero los miembros de Zegota consiguieron sobornar a los soldados alemanes encargados de su ejecución. Mientras esperaba la muerte, un soldado alemán se la llevó para un "interrogatorio adicional". Al salir, le gritó en polaco: "¡Corra!". Al día siguiente, halló su propio nombre en la lista de polacos ejecutados.[cita requerida]
En 1944, durante el alzamiento de Varsovia, colocó sus listas en dos frascos de vidrio y los enterró en el jardín de su vecina para asegurarse de que llegarían a las manos indicadas, si ella moría. Al finalizar la guerra, ella misma los desenterró y le entregó las notas al doctor Adolfo Berman, el primer presidente del Comité de Salvamento de los Judíos Supervivientes.[cita requerida]
Lamentablemente, la mayor parte de las familias de los niños habían muerto en los campos de concentración nazis. En un principio, los chicos que no tenían una familia adoptiva fueron cuidados en diferentes orfanatos, y poco a poco se los envió al Mandato Británico de Palestina.[cita requerida]

## Bajo el régimen comunista

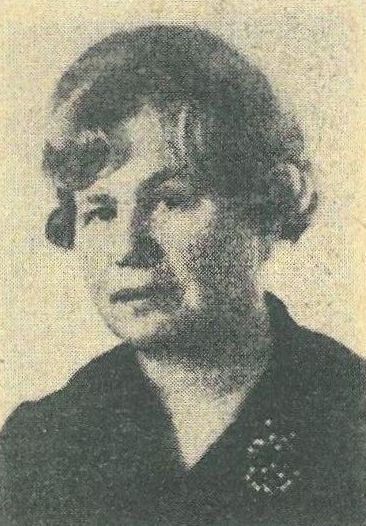
Sendler en 1967.

Michal Glowinski, a quien Sendler ocultó en un convento tras abandonar el gueto con sus padres en enero de 1943, declaró que el régimen comunista hizo de la historia judía un tema vedado. A eso, se sumó el hecho de que Sendler fue integrante del Partido Socialista Polaco, lo cual le ocasionó problemas con los comunistas. Según Glowinski, los interrogatorios y el hostigamiento de la policía secreta a Sendler provocaron el nacimiento prematuro de su hijo Andrzej, quien murió dos semanas después. Asimismo, su hija Janina y Adam enfrentaron obstáculos para recibir educación.

## Reconocimientos

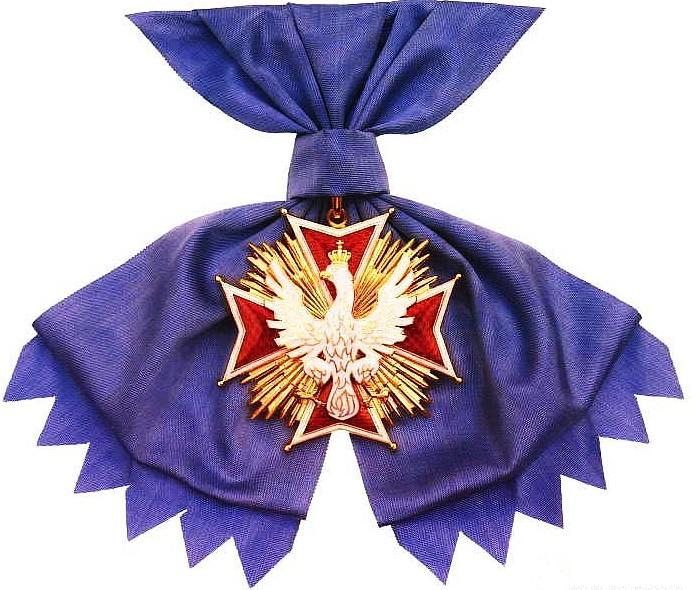
Irena Sendler fue nombrada dama de la Orden del Águila Blanca, la condecoración más elevada concedida en Polonia

Los niños sólo conocían a Sendler por su nombre en clave, "Jolanta". Pero años más tarde, cuando su fotografía salió en un periódico luego de ser premiada por sus acciones humanitarias durante la guerra, un hombre la llamó por teléfono y le dijo: "Recuerdo su cara, usted es quien me sacó del gueto." Y así comenzó a recibir muchas llamadas y reconocimientos.
En 1965, la institución Yad Vashem de Jerusalén le otorgó el título de Justa Entre las Naciones, y se la nombró ciudadana honoraria de Israel.
En noviembre de 2003, el presidente de la República, Aleksander Kwasniewski, le otorgó la más alta distinción civil de Polonia, cuando la nombró dama de la Orden del Águila Blanca (Order Orła Białego). Sendler fue acompañada por sus familiares y por Elzbieta Ficowska, "la niña de la cuchara de plata".
Pero Sendler nunca pensó que recibiría homenaje alguno por sacar subrepticiamente a los 2500 niños judíos del gueto de Varsovia, ni por soportar las torturas de los nazis o pasar décadas hostigada por el régimen comunista que siguió a la guerra. Según ella lo expresó, "cada niño salvado con mi ayuda fue la justificación de mi existencia en la tierra, y no un título para recibir la gloria". En referencia a las visitas incesantes que recibía, expresó: "Estoy muy cansada; esto es demasiado para mí".
En 2007, el gobierno polaco la presentó como candidata para el Premio Nobel de la Paz. Esta iniciativa fue del presidente Lech Kaczynski, y contó con el apoyo oficial del Estado de Israel —a través de su primer ministro, Ehud Ólmert— y de la Organización de Supervivientes del Holocausto residentes en Israel. Las autoridades de la localidad de Auschwitz (en polaco: Oświęcim) expresaron su apoyo a esta candidatura, ya que consideraron que Irena Sendler fue uno de los últimos héroes vivos de su generación, y que demostró una fuerza, una convicción y un valor extraordinarios frente a un mal de una naturaleza extraordinaria. Finalmente, el galardón fue concedido a Al Gore.[cita requerida]
Irena Sendler falleció en Varsovia (Polonia), el 12 de mayo de 2008, a los 98 años de edad.[cita requerida]

## Irena Sendler en el cine
La vida de esta heroína fue realizada como película y llevada a la pequeña pantalla por la CBS, en The Courageous Heart of Irena Sendler, donde fue interpretada por Anna Paquin. Por su trabajo en esta miniserie, la protagonista fue nominada al Globo de Oro como mejor actriz de miniserie o telefilme 2009.